# Margaret Clifford
Margaret Clifford, comtesse de Derby (1540 – 28 septembre 1596) est une aristocrate anglaise, un temps héritière du trône d'Angleterre. Elle est la seule fille survivante de Henry Clifford, 2e comte de Cumberland et d'Eleanor Brandon. Ses grands-parents maternels sont Charles Brandon, 1er duc de Suffolk et Marie Tudor, la troisième fille du roi Henri VII d'Angleterre et d'Élisabeth de York.

## Héritière du trône
Selon la volonté du roi Henri VIII, Margaret est héritière du trône d'Angleterre. À la mort de sa mère, elle devient la septième dans la ligne de succession. Cependant, ses deux cousines Jeanne Grey et Marie Grey meurent sans postérité, et leur sœur, son autre cousine, Catherine Grey, meurt sans que la légitimité de ses deux fils soit établie (ce fut établi plus tard, après la mort d'Élisabeth Ire). Margaret évolue rapidement jusqu'à devenir la première dans la ligne de succession, mais meurt avant Élisabeth Ire.

## Mariage et famille
En 1552, John Dudley, 1er duc de Northumberland propose à Margaret un mariage avec son fils cadet, Guildford. Pourtant, bien que la proposition ait le chaleureux soutien d'Édouard VI, son père est contre. Un an plus tard, en juin 1553, l'ambassadeur impérial Jehan Scheyfve rapporte que le jeune frère de John Dudley, Andrew, épouserait Margaret. Finalement, les Dudley sont emprisonnés lorsque Marie Ire monte sur le trône et Margaret épouse Henry Stanley, 4e comte de Derby le 7 février 1555. Ils ont une relation orageuse. Margaret écrit qu'il y a eu plusieurs "ruptures et réconciliations", mais que son mari est finalement parti en laissant des dettes.
Ils ont quatre enfants :
- Edward Stanley, mort jeune.
- Ferdinando Stanley, 5e comte de Derby (c.  1559 – 16 avril 1594).
- William Stanley, 6e comte de Derby (c. 1561 – 29 septembre 1642).
- Francis Stanley (b. 1562), mort jeune.

## Disgrâce et mort
En 1579, elle est arrêtée après avoir été entendue discuter à propos d'un projet de mariage entre la reine Élisabeth avec le duc d'Alençon. Elle y est opposée, car cela aurait menacé sa propre accession à la couronne. Elle est ensuite accusée d'utiliser la sorcellerie pour prédire quand Élisabeth allait mourir, et même de préparer du poison pour Élisabeth (prédire la mort d'un souverain est un crime capital à l'époque). La comtesse est mise en résidence surveillée et écrit à Francis Walsingham pour clamer son innocence. Elle affirme que le sorcier accusé, William Randall, est, en fait, son médecin, qui est resté avec elle parce qu'il pourrait guérir "la maladie et la faiblesse de mon corps". Randall est exécuté par la suite. Aucune accusation formelle n'est portée contre la comtesse, mais elle se retrouve bannie de la cour. Elle écrit à plusieurs reprises à la reine pour se plaindre qu'elle est dans "un cachot de tristesse et de désespoir", tout en étant harcelée de demandes de ses créanciers.
Elle meurt en 1596, sans avoir récupéré la faveur royale, en ayant survécu à son fils aîné, Ferdinand. Sa petite-fille, Lady Anne Stanley, fille aînée de Ferdinand, lui succède comme héritière présomptive, mais elle ne succède pas à Élisabeth Ire. Anne, ses deux plus jeunes sœurs et leurs enfants sont écartés par Jacques VI d'Écosse. En dépit d'être un étranger, il descend de la sœur aînée d'Henri VIII, et Margaret de sa sœur cadette. 